# Kadarius Toney
Kadarius Toney (Mobile, 27 gennaio 1999) è un giocatore di football americano statunitense che milita nel ruolo di wide receiver nella National Football League (NFL).

## Carriera universitaria
Considerato un prospetto a tre stelle all'uscita dalle scuole superiori, Toney si iscrisse all'Università della Florida dove giocò dal 2017 al 2020. Nell'ultima stagione optò per saltare il Cotton Bowl Classic per prepararsi al Draft.

## Carriera professionistica

### New York Giants
Toney fu scelto come 20º assoluto nel Draft NFL 2021 dai New York Giants. Debuttò come professionista nella gara del primo turno contro i Denver Broncos ricevendo due passaggi. Nella settimana 5 contro i Dallas Cowboys disputò la miglior partita della sua prima stagione, con 10 ricezioni per 189 yard, superando il record di yard ricevute di un rookie dei Giants appartenente a Odell Beckham Jr.. Nella stessa partita fu però espulso per avere tirato un pugno alla safety Damontae Kazee nella sconfitta per 44-20. La sua prima stagione si chiuse con 39 ricezioni per 420 yard ricevute in 10 presenze, 4 delle quali come titolare.

### Kansas City Chiefs
Toney fu scambiato con i Kansas City Chiefs per una scelta del terzo e del sesto giro del Draft NFL 2023 il 27 ottobre 2022. Il 12 febbraio 2023, nel Super Bowl LVII vinto contro i Philadelphia Eagles per 38-35, Toney segnò un touchdown su un passaggio da 5 yard di Patrick Mahomes e stabilì un record dell'evento ritornando un punt per 65 yard, conquistando il suo primo titolo.
Nel primo turno della stagione 2023 Toney si fece sfuggire due passaggi cruciali che contribuirono alla sconfitta contro i Detroit Lions. Dopo la partita il giocatore si prese piena responsabilità per i suoi errori. Nella settimana 15 contro i New England Patriots balzò ancora agli onori delle cronache per essersi fatto sfuggire un passaggio nel quarto periodo che alla fine risultò in un intercetto. Tale errore oscurò la vittoria dei Chiefs per 27–17, con la maggior parte dei titoli che si focalizzarono sull'annata negativa di Toney. Quando gli venne chiesto il suo pensiero sul ricevitore, il capo-allenatore Andy Reid lo difese, dicendo che "non era colpa sua"." Malgrado ciò, quella fu l'ultima gara in carriera giocata da Toney per i Chiefs. Ufficialmente saltò le ultime tre partite della stagione regolare per infortunio, mentre nei playoff non scese mai in campo, incluso il Super Bowl contro i San Francisco 49ers, in cui Kansas City vinse il secondo titolo consecutivo. La sua stagione 2023 si concluse con 13 presenze, di cui 2 come titolare, con 27 ricezioni su 38 occasioni in cui fu chiamato in causa, per 169 yard e un touchdown.
Il 27 agosto 2024 Toney fu svincolato prima dell'inizio della stagione regolare.

## Palmarès
- Super Bowl : 2

Kansas City Chiefs: LVII, LVIII
- American Football Conference Championship: 2

Kansas City Chiefs: 2022, 2023